# Alfonso Castaldi
Alfonso Castaldi (* 23. April 1874 in Maddaloni, Italien; † 6. August 1942 in Bukarest, Rumänien) war ein italienisch-rumänischer Komponist, Dirigent und Musikpädagoge.

## Leben und Wirken
Castaldi hat bis 1883 in seinem Heimatort Unterricht bei Michele Serino und Luigi Picillo und studierte dann am Konservatorium von Neapel Harmonielehre, Kontrapunkt und Komposition bei Paolo Serrao, Francesco Cilea und Umberto Giordano.
Von 1896 bis 1901 unterrichtete er in Galați Musiktheorie, Mandoline, Gitarre und Violine. Von 1904 bis 1940 war er am Konservatorium von Bukarest Professor für Harmonielehre, Kontrapunkt, Orchestration und Komposition. Daneben war er von 1925 bis 1929 Musikinspektor beim Kultusministerium.
1914 gründete Castaldi das Jugendsinfonieorchester von Bukarest, 1920 gehörte er zu den Gründungsmitgliedern des rumänischen Komponistenverbandes. Er wurde 1928 mit dem Musikpreis des Ministeriums für Religion und Kunst und 1929 mit dem Nationalpreis für Musik ausgezeichnet.
Daneben betätigte er sich auch als Publizist und veröffentlichte 1892 in Neapel einen Gedichtband. Schließlich war er auch ein anerkannter Landschafts- und Porträtmaler und Mitglied der Künstlergruppe um Jean Alexandru Steriadi, Camil Ressu, Frederic Storck, Paul Verona, Ștefan Luchian, Ștefan Dimitrescu, Alexandru Szathmary, Iosif Iser und Oskar Hann.

## Werke
- Elegie für Violine und Klavier, 1886
- Floriana, Oper in einem Akt, 1902
- Ouverture für Orchester, 1902
- Tarantella sinfonisches Stück für Streicher, 1904
- Thalassa, sinfonische Dichtung 1906
- Marsyas, sinfonische Dichtung für großes Orchester, 1907
- Due melodie per canto e piano-forte sul poesie d’autori del secolo XVII, 1913
- Meșterul Manole, Oper in zwei Akten, 1913
- Făt Frumos (Porc Împărat), Feenmärchen in drei Akten, 1915
- Sinfonie Nr. 1 im a-Moll, 1916
- Lauda di Beatrice für zwei achtstimmige Chöre, 1921
- Sinfonie Nr. 2 L’Eroe senza glorie, 1925
- Streichquartett im Alten Stil
- Nani, nani al păpușii für Harfe, 1929

| Personendaten    | Personendaten                                                 |
| ---------------- | ------------------------------------------------------------- |
| NAME             | Castaldi, Alfonso                                             |
| ALTERNATIVNAMEN  | Castaldi, Alfons                                              |
| KURZBESCHREIBUNG | italienisch-rumänischer Komponist, Dirigent und Musikpädagoge |
| GEBURTSDATUM     | 23. April 1874                                                |
| GEBURTSORT       | Maddaloni, Italien                                            |
| STERBEDATUM      | 6. August 1942                                                |
| STERBEORT        | Bukarest, Rumänien                                            |